# Ivan Olbracht

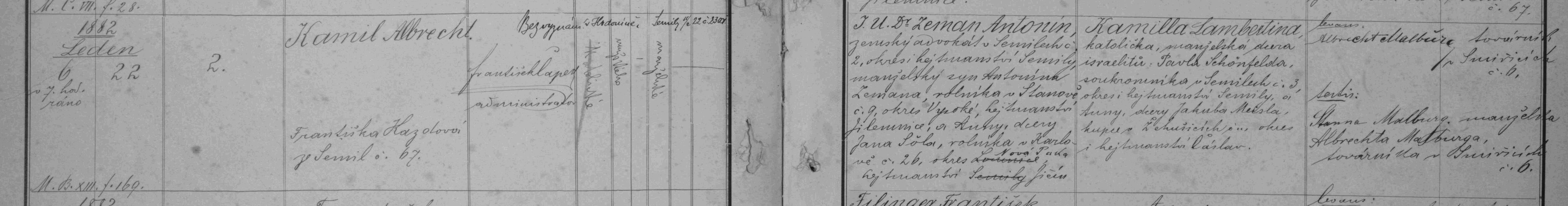
matriční zápis o narození a křtu Kamila Zemana (matrika N 1882–1887 Semily (SOA Zámrsk))

Ivan Olbracht, vlastním jménem Kamil Albrecht Zeman (6. ledna 1882 Semily – 30. prosince 1952 Praha), byl český spisovatel-prozaik, publicista, novinář a překladatel německé prózy, národní umělec (1947).

## Život
Jeho otcem byl advokát a spisovatel Antal Stašek (vlastním jménem Antonín Zeman), jenž se vyznačoval velkým sociálním cítěním, které přenášel i do svých knih. Matka
pocházela z bohaté židovské rodiny (za svobodna se jmenovala Kamila Schönfeldová, byl tak spřízněn i s Pavlem Tigridem), ale krátce před svatbou se zřekla židovského náboženství a přestoupila ke katolické víře.
Mladý Kamil Zeman navštěvoval obecnou školu v Semilech, pak studoval na gymnáziu ve Dvoře Králové, maturoval v r. 1900. Již jako gymnazista podepisoval své drobné literární pokusy pseudonymem Ivan Olbracht. Dle jeho vlastního svědectví vznikl tento pseudonym spojením Kamilova biřmovacího jména „Ivan" s jeho druhým křestním jménem „Albrecht", které obměnil (popolštil) na „Olbracht". Po roce 1945 se tento pseudonym stal jeho jménem občanským.
Po maturitě studoval v Berlíně a v Praze nejprve práva, ve třetím ročníku přestoupil na filozofickou fakultu pražské univerzity, kde si zvolil obor historie a zeměpis. V roce 1903 byl povolán k jednoroční vojenské službě, kterou vykonával u 94. pěšího pluku v Liberci a v Terezíně. Dosáhl hodnosti kadeta-aspiranta, ale již v r. 1906 byl degradován na vojína kvůli aktivní účasti na sociálnědemokratických politických akcích. I když po skončení vojenské služby opět pokračoval ve studiu, státní zkoušky v úplnosti neabsolvoval (v roce 1906 složil jen první, jazykovou část státní zkoušky) a v roce 1909 univerzitních studií zanechal. Věnoval se pak novinářskému povolání, které ho lákalo již od středoškolských dob. Zprvu působil ve Vídni jako redaktor sociálně demokratických Dělnických listů. Zde se seznámil s novinářkou a spisovatelkou Helenou Malířovou, která se později stala jeho dlouholetou družkou. Vstoupil do sociálně demokratické strany a od roku 1916 pracoval v redakci pražského Práva lidu.
V sociální demokracii patřil k tzv. marxistické levici a v roce 1920 pobýval několik měsíců v sovětském Rusku, kde se zúčastnil i II. kongresu Komunistické internacionály. Od roku 1921 byl členem Komunistické strany Československa a redaktorem Rudého práva. V období první republiky byl dvakrát vězněn za své příliš revoluční komunistické názory – poprvé roku 1926 ve Slezské Ostravě a podruhé roku 1928 na Pankráci. V roce 1929 však podepsal tzv. manifest sedmi, protest sedmi umělců proti nové linii Komunistické strany Československa po jejím V. sjezdu, a byl proto 26. března 1929 z KSČ vyloučen.
Olbracht se na čas stáhl z politického života. V letech 1931–1936 pobýval často na Podkarpatské Rusi, kde založil Komitét pro záchranu pracujícího lidu Podkarpatské Rusi, do kterého se přihlásilo mnoho osobností kulturního světa (např. František Xaver Šalda, Vítězslav Nezval). Založil zde i školu. Kraj byl v této době nesmírně zaostalý a mezi lidmi zde stále kolovaly záhadné legendy o hrdinech, ale i čarodějnicích, které se skrývají v neprostupných lesích.
V polovině 30. let se rozešel se svou družkou Helenou Malířovou a v roce 1936 se oženil s absolventkou konzervatoře Jaroslavou Kellerovou. O dva roky později se jim narodila dcera Ivana.
Na počátku nacistické okupace byl vyšetřován gestapem, a aby unikl pozornosti, žil od července 1940 i se svou rodinou v malé vesničce Stříbřec na Třeboňsku. Vstoupil opět do KSČ, od roku 1943 byl členem ilegální komunistické skupiny. V roce 1945 se stal členem Ústředního výboru Komunistické strany Československa a členem tohoto orgánu byl zvolen i na osmém a devátém sjezdu KSČ. V parlamentních volbách v roce 1946 byl zvolen poslancem Ústavodárného národního shromáždění za KSČ. V parlamentu setrval do konce funkčního období, tedy do voleb do Národního shromáždění roku 1948. V roce 1947 byl jmenován národním umělcem.
Od roku 1945 až do roku 1949, kdy odešel do důchodu, zastával Olbracht vedoucí funkce na ministerstvu informací, a to nejprve v rozhlasovém a později v tiskovém (publikačním) odboru, který měl mimo jiné za úkol i knižní cenzuru a vyřazování závadné literatury z knihoven. Svůj podpis připojil pod výzvu prokomunistické inteligence Kupředu, zpátky ni krok!, jež byla vydána dne 25. února 1948 pro podporu komunistického převratu.
Zemřel 30. prosince 1952 ve Státním sanatoriu v Praze. Původně byl pohřben v památníku na Vítkově, ale po roce 1989 byla urna vyzvednuta a uložena do rodinného hrobu v urnovém háji u strašnického krematoria.
Vraceje se roku 1945 kajícně do strany, Olbracht prohlásil, že intelektuál musí být ze strany třikrát vykopnut, a když se po kolenou připlazí po čtvrté, aby do ní vlezl, je možné ho pokládat za spolehlivého.
Václav Černý, Paměti 1945-1972

## Dílo
Jeho dílo je velmi ovlivněno sociálními otázkami, socialismem a revoltou proti měšťácké společnosti. Dalším výrazným zlomem v jeho tvorbě byla návštěva Podkarpatské Rusi, usadil se zde ve vesnici Koločava, kde shromažďoval materiál k připravovanému dílu. Podkarpatské Rusi a její problematice se věnoval celá 30. léta, toto období bývá považováno za vrchol jeho literární tvorby. Díky jeho postavám, které se dostávají do vypjatých situací a na nichž zkoumá jejich psychiku, se řadí také k psychologické literatuře.
- O zlých samotářích – 1913, soubor tří povídek z prostředí cirkusáků, tuláků a lidí na okraji společnosti, kteří bojují o udržení zbytků své důstojnosti a svobody. Tito jedinci jsou zatlačeni za hranice zákona. To je dostává do ještě větší izolace, a tím se v nich probouzí zlo. O těchto samotářích lze tvrdit, že jsou lehce anarchističtí a svým způsobem jsou obdobou Gorkého bosáků.
  - Joska, Forko a Pavlínka
  - Rasík a pes
  - Bratr Žak
- Žalář nejtemnější – 1916, vypráví o penzionovaném policejním komisaři, který oslepne. Ústředním motivem příběhu je jeho paranoická žárlivost, kvůli které je na svou ženu hrubý. Svou slepotu velice těžce nese, dokonce se psychicky zhroutí a nakonec ho opouští i jeho žena. Název je myšlen jako žalář lásky a žárlivosti.
- Podivné přátelství herce Jesenia (zkráceně též Přátelství Jesenia) – 1919, psychologické dílo, kde je líčen život pražského umělce Jesenia, který je zásadový, pracovitý, vyrovnaný, ale bez talentu, zatímco jeho konkurent herec Veselý je lehkomyslný, ale nadaný a vše, na co sáhne, se mu daří. Jesenia velice trápí, že i přesto, že se velice snaží, nemá úspěch, protože mu chybí talent.[21]
- Devět veselých povídek z Rakouska i republiky – 1927, upravené vydání v roce 1948 vyšlo pod názvem Bejvávalo. V těchto povídkách se humorně, se satirickým výsměchem zaměřil na chyby starého Rakouska i nové republiky. Kritizuje především cenzuru, byrokracii a korupci. Podle jedné z povídek natočil režisér Martin Frič v roce 1944 film Prstýnek. Na motivy povídky Kariéra Eduarda Žáka napsal a režíroval Zdeněk Kozák v roce 1991 v brněnském studiu Českého rozhlasu rozhlasovou hru Nezadržitelný vzestup Eduarda Žáka aneb Bejvávalo.[22][23]
- Anna proletářka – 1928, agitační román, který popisuje zrání služky v uvědomělou revoluční pracovnici a bojovnici. Jednalo se o pokus vylíčit z třídního hlediska buržoazní a proletářské prostředí a na tom pak ukázat zrod komunistické strany v bojích o Lidový dům (1920). Dílo bylo úspěšné především po roce 1948.
- Zamřížované zrcadlo – 1930, zážitky z vězení z roku 1926 ve Slezské Ostravě.
- Dobyvatel – 1947, beletristická adaptace díla amerického historika W. H. Prescotta – Dějiny dobytí Mexika. Kniha vypráví o španělském dobyvateli H. Cortesovi.

### Knihy z Podkarpatské Rusi

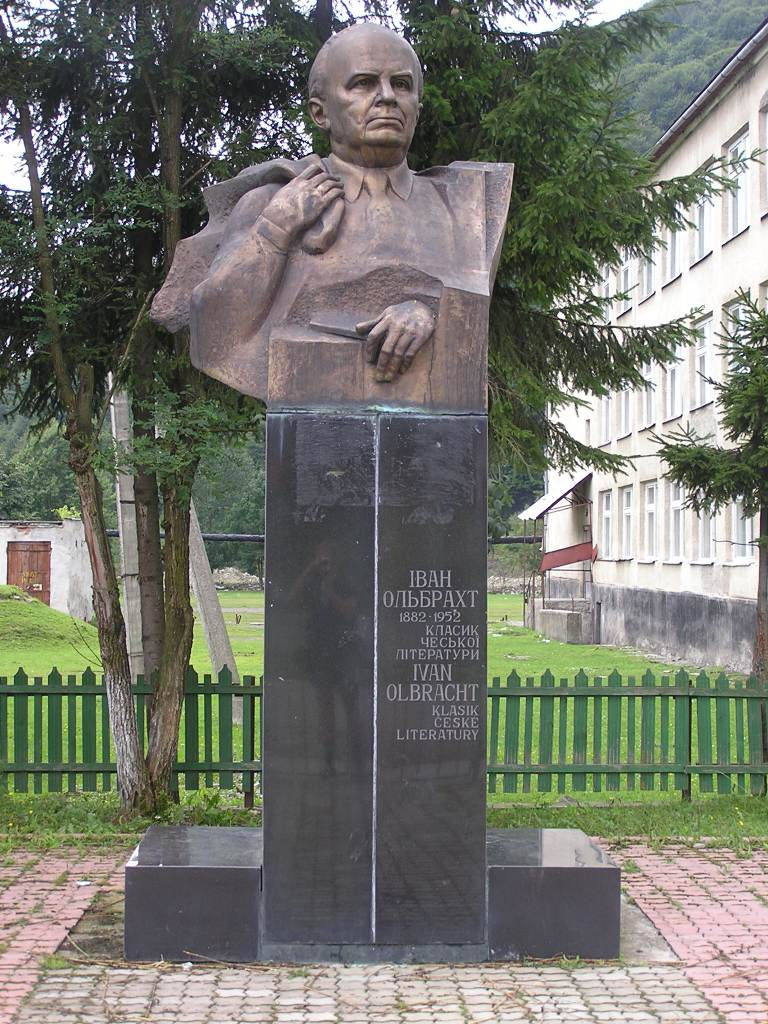
Pomník Ivana Olbrachta v Koločavě

- Země bez jména – 1932, reportáže informující o špatné sociální a národnostní situaci v Podkarpatské Rusi (dnes Zakarpatské Ukrajině), analýza historických událostí a charakteristika zdejšího obyvatelstva (rusínských pastevců a dřevorubců, židovských řemeslníků a obchodníků, Čechů, Maďarů, Rumunů, Cikánů). Kniha je rozdělena na čtyři části:
  1. Vesnice XI. století – autor čtenáře seznamuje s oblastí Podkarpatska. Poukazuje na drsné podmínky, ve kterých zdejší lidé musí žít. Půda je zde neúrodná, a proto muži odjíždí na lesní práce do Haliče, Sedmihradska, Bosny. Ženy se ujímají mužské práce. Život je zde neúprosný a těžký. Přežívají jen nejsilnější jedinci. Lidé nemají co jíst, ale církvi se stále musí odvádět daně a desátky. Na Podkarpatsku působí církev řecko-katolická a pravoslavná, ačkoliv náboženstvím karpatských pastevců a dřevorubců je směsice pohanství a křesťanství. Uznávají svého boha, kterého nazývají Božko nebo Dažboh. Život zdejšího obyvatelstva, Rusínů, je životem středověkým, který se vyznačuje primitivním hospodářstvím. Obživu jim zajišťuje pastevectví a klučení lesů, jednoduchá výroba látek, obuvi a nářadí. Život bez gramotnosti, škol, bez zpráv o světě.
  2. Ti, o kterých tu dříve nebylo slýcháno – ve druhé reportáži se čtenář dozvídá, jaký vliv mají na Podkarpatské Rusi Češi. Snaží se podkarpatský národ počeštit. Zavádí zde české školy a obchody, chovají se jako kolonizátoři. Nezáleží jim na Rusínech. Berou jim práci a Rusíni musí živořit.
  3. Židé – autor rozebírá židovské obyvatelstvo. Popisuje jeho současnou chudobu. Jsou zavedeny banky, a proto Židé nemohou půjčovat peníze a bohatnout. Olbracht vypráví o obyčejné židovské rodině, u které po dobu svého pobytu na Podkarpatsku pobýval.
  4. Boj o kulturu a jazyk – v poslední části své knihy Olbracht nabádá Rusíny k boji za svoji národnost, kulturu a jazyk. Hledá správné označení pro obyvatelstvo Podkarpatska a jazyk, který je nejbližší jejich jazyku. Dospěje k závěru, že jde o ukrajinský národ. Zmiňuje ukrajinské intelektuály a spisovatele a podněcuje je k další tvorbě a boji za svou identitu.

- Nikola Šuhaj loupežník (1933) – příběh o loupežníkovi Nikolovi (skutečná postava) dávajícím chudým to, co ukradne bohatým. Za tuto činnost je pronásledován četníky a je na něj vypsána velká odměna. Nikola se skrývá v lesích a jen občas schází tajně do Koločavy za svou ženou Eržikou. Nakonec ho zabijí jeho kamarádi, kteří mu nosí zásoby potravin. Za tento román byl Olbracht v roce 1933 poctěn Státní cenou za literaturu.[24]
- Hory a staletí (1935) – vychází z knihy Země beze jména. Jedná se o kulturní, sociální a zeměpisné informace poskládané do knihy.
- Golet v údolí (1937) – povídkový soubor s židovskou tematikou (Zázrak s Julčou, Událost v mikve, O smutných očích Hany Karadžičové), život v ghettech. Termín golet (hebrejsky גלות, „exil“) je zde použit coby označení pro malou židovskou vesničku.
- O smutných očích Hany Karadžičové – vypráví o židovské dívce Hanele z malé vesničky Polany, „goletu“ v údolí, a o její cestě ven z tohoto uzavřeného světa. Odchází se svolením otce do Moravské Ostravy, do sionistického střediska, připravovat se na cestu do Palestiny. V Ostravě se seznámí s Ivem Karadžičem, původně Izákem Kohnem, který odpadl od židovství. Oba mladí lidé se do sebe zamilují a Ivo jede spolu s Hanou do její rodné vsi požádat otce o její ruku. Hana ví, že to bude pro ni nejpravděpodobněji znamenat rozchod s rodinou a se všemi lidmi z přísně ortodoxního židovského světa, ve kterém vyrostla. Za dramatických okolností se oběma nakonec podaří z vesnice odejít, Hana ovšem ví, že je to navždy, protože tím, že odpadla od víry svých předků, pro všechny, rodinu i známé vlastně zemřela. Když za doprovodu policie odchází, tak ještě uslyší otce, který se modlí kaddiš, modlitbu za mrtvé, za ni… Smutek do jejích očí vstoupil tehdy, když si uvědomila, že pro svoji lásku a pro vstup do nového úseku života musela zemřít pro ty, kteří do té doby byli celým jejím světem.

### Knihy pro děti a mládež
- Biblické příběhy (1939) – příběhy ze Starého zákona; autor vynechal vysloveně náboženské pasáže, bohoslužebné poučky a didakticko-náboženské části. Zaměřil se na kapitoly, které vyprávějí o historii, o společenských a politických poměrech, o politickém zřízení a o způsobu myšlení jednoho ze starověkých národů. Dílo zobrazuje utrpení a pronásledování starožidovského národa. V době okupace Československa nacisty má být výzvou k odporu a ke statečnosti.
- Ze starých letopisů (1940) – zpracování starých českých mýtů a pověstí, které autor doplňuje vlastními komentáři.
- O mudrci Bidpajovi a jeho zvířátkách (1947) – zpracování staroindických bajek ze sbírky Pančatántra od Eduarda Valečky. Olbracht text zaktualizoval především v jazykové a stylistické oblasti. Dílo je považováno za vrchol Olbrachtovy válečné tvorby, jeho myšlenkový přínos je tu ale nejmenší ze všech prací pro děti, protože dílo pouze dovršil, nebyl samostatným tvůrcem.

### Drama
- Pátý akt – pojednává o selské rebelii

### Publicistika
- Vydal několik nadšených reportáží ze SSSR, kde k této zemi a především k socialismu přistupoval zcela nekriticky.
- V listopadu 1952 v článku pro Rudé právo ostře odsoudil činnost tzv. protistátního spikleneckého centra vedeného Rudolfem Slánským.[25] (Texty v podobném duchu v té době psala řada novinářů, dalších veřejných osobností i „pracujících“.)

### Film
Díla Ivana Olbrachta posloužila jako náměty filmů:
- Marijka-nevěrnice (1933), Ivan Olbracht, Karel Nový, Vladislav Vančura
- Prstýnek (1944), režie: Martin Frič
- Nikola Šuhaj (film, 1947) (1947), režie: Miroslav Josef Krňanský
- Anna proletářka (1952, režie Karel Steklý a TV film 1980, režie Antonín Dvořák)
- Komedianti (1953 dle povídky Bratr Žak, režie Vladimír Vlček)
- Nikola Šuhaj loupežník (film, 1977) (1977, TV), režie: Evžen Sokolovský
- Balada pro banditu (1978), režie: Vladimír Sís
- Golet v údolí (1995), režie: Zeno Dostál
- Hanele (1999), režie: Karel Kachyňa, v hlavní roli Lada Jelínková
- Olbracht i Koločava (2009), režie: Sergey Gubsky Ukrajina

## Posmrtné připomínky
- ulice Olbrachtova je v Praze 4, Ostravě, Liberci, Olomouci, Jihlavě, Chrudimi, Břeclavi, Chebu a ve Svitavách
- ulice Ivana Olbrachta je v Semilech, Hradci Králové, Trutnově, Ústí nad Labem, Vlašimi, Prostějově, Hodoníně, Třebíči, Kladně a Užhorodě.
- Olbrachtovo náměstí je v Brně
- sousoší Ivana Olbrachta a Antala Staška je v Semilech, pomník Ivana Olbrachta v Koločavě, busta Ivana Olbrachta ve Stříbřeci[26]
- Busta („basrelief“) Ivana Olbrachta s pamětními deskami v Užhorodu[27]
- pamětní deska Ivana Olbrachta, Antala Staška a Heleny Malířové je v Praze 4[28]
- v rodném domě v Semilech je umístěno muzeum, na domě je pamětní deska (spolu s Antalem Staškem)[29]
- divadlo Ivana Olbrachta v Táboře (1965–1990)
- v roce 1957 byla vydána československá poštovní známka s jeho portrétem